# 주원석
주원석(1996년 1월 9일 ~ )는 대한민국의 축구 선수로, 포지션은 미드필더이다.